# Belmond (Iowa)
Belmond é uma cidade localizada no estado americano de Iowa, no Condado de Wright.

## Demografia
Segundo o censo americano de 2000, a sua população era de 2560 habitantes. 
Em 2006, foi estimada uma população de 2406, um decréscimo de 154 (-6.0%).

## Geografia
De acordo com o United States Census Bureau tem uma área de 
7,4 km², dos quais 7,4 km² cobertos por terra e 0,0 km² cobertos por água.

## Localidades na vizinhança
O diagrama seguinte representa as localidades num raio de 16 km ao redor de Belmond. 